# 电离层

大氣層(Atmosphere)與電離層(Ionosphere)的關係

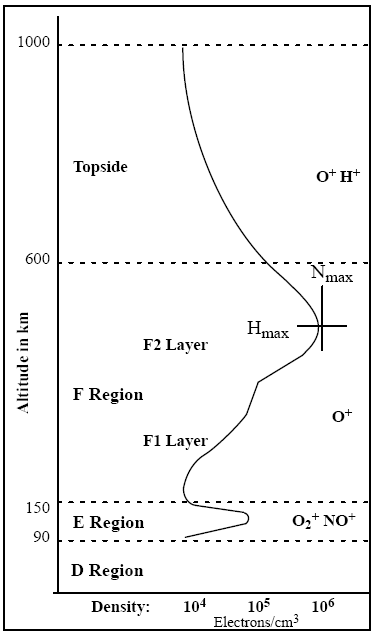
電離層電子密度和離子組合物

电离层是地球大气层被太阳射线電离的部分，它是地球磁层的内界。由于它影响到无线电波的传播，它有非常重要的实际意义。

## 地球物理
地球大气层最下面的一层是对流层，它从地面延伸到约10公里的高处。10公里以上为平流层，再向上为中间层。在约80公里以上的增溫層大气已经非常稀薄，在这里阳光中的紫外线和X射线可以使得空气分子电离，自由的电子在与正电荷的离子合并前可以短暂地自由活动，这样在这个高度造成等离子体。在这里自由电子的数量足以影响电波的传播。
在电离层中阳光电离大气分子与离子重新捕获自由电子的过程平衡。一般来说高度越高，大气越稀薄，则电离过程越占上风。不过电离层的特性还受到许多其它因素的影响。
电离过程的主力是太阳活动。电离层内电离度主要由获得的太阳辐射所影响。因此电离层随周日和季节（冬季阳光入射角度较低，因此受到的辐射比较少）而变化。太阳活动主要随太阳黑子周期而变化。一般来说太阳表面黑子越多，太阳活动越强烈。除此以外随地球表面纬度的不同当地受到的太阳辐射强度也不同。耀斑和太阳风中的带电粒子可以与地球磁场相互作用，导致对电离层的扰乱。

## 分层

电离层的各層高度

太阳辐射对不同高度不同成分的空气分子电离造成电离层不同的分层：

### D层
D层是电离层最低的一层，离地球表面50至100公里。这里主要是波长为121.5纳米的來曼-α氢光谱线的光电离一氧化氮。在太阳活动非常强烈时（超过50个黑子），硬X射线还可以电离空气中的氮气和氧气的分子。夜间宇宙射线造成一个剩余电离。这个层里离子对自由电子的捕获率比较高，因此电离效应比较低，从而它对高频无线电波没有影响。日间这里自由电子与其它粒子的碰撞率约为每秒1000万次。10MHz以下的电波会被D层吸收，随着电波频率的增高这个吸收率下降。夜间这个吸收率最低，中午最高。日落后这个层减弱非常大。D层最明显的效应是白天远处的中波电台收不到。

### E层
E层是中层，在地面上100至150公里。这里的电离主要是软X射线和远紫外线对氧气分子的电离。这个层只能反射频率低于10MHz的电波，对频率高于10MHz的电波它有吸收的作用。E层的垂直结构主要由电离和捕获作用所决定。夜间E层开始消失，因为造成电离的辐射消失了，由于捕获在低处比较强，因此其高度开始上升。高空周日变化的风对E层也有一定影响。随着夜间E层的升高，电波可以被反射到更加远的地方。

### ES层
ES层也被称为偶现E层。它是小的、强烈电离的云，它可以反射频率在25至225MHz之间的电波。偶现E层可以持续数分钟到数小时不等，其形成原因可能有多种，而且还在研究中。夏季偶现E层出现得比较多，持续时间一般也比冬季长。电波的反射距离一般为1000公里左右。

### F层
F层在地面以上150至超過500公里。在这里太阳辐射中的强紫外线（波长10至100纳米）电离单原子氧。F层对于电波传播来说是最重要的层。夜间F层合并为一个层，白天分为F1和F2两个层。大多数无线电波天波传送是F层形成的。在白天F层是电离层反射率最高的层。

## 异常
实际上电离层不像上面所叙述的那样由规则的、平滑的层组成。实际上的电离层由块状的、云一般的、不规则的电离的团或者层组成。

### 冬季异常
夏季由于阳光直射中纬度地区的F2层在白天电离度加高，但是由于季节性气流的影响夏季这里的分子对单原子的比例也增高，造成离子捕获率的增高。这个捕获率的增高甚至强于电离度的增高。因此造成夏季F2层反而比冬季低。这个现象被称为冬季异常。在北半球冬季异常每年都出现，在南半球在太阳活动低的年度里没有冬季异常。

### 赤道异常

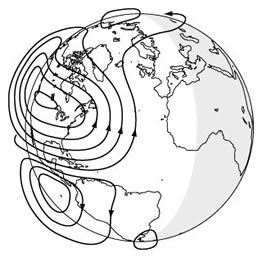
朝阳面电离层里的电流

在地球磁赤道左右约±20度之间F2层形成一个电离度高的沟，这个现象被称为赤道异常。其形成原因如下：在赤道附近地球磁场几乎水平。由于阳光的加热和潮汐作用电离层下层的等离子上移，穿越地球磁场线。这在E层形成一个电流，它与水平的磁场线的相互作用导致磁赤道附近±20度之间F层的电离度加强。

## 扰乱

### X射线：突发电离层骚扰
太阳活跃时期强烈的耀斑发生时硬X射线会射击到地球。这些射线可以一直穿透到D层，在这里迅速导致大量自由电子，这些电子吸收高频（3-30MHz）电波，导致无线电中断。与此同时甚低频（3-30kHz）会被D层（而不是被E层）反射（一般D层吸收这些信号）。X射线结束后D层电子迅速被捕获，无线电中断很快就会结束，信号恢复。

### 质子：极冠吸收
耀斑同时也释放高能质子。这些质子在耀斑爆发后15分钟至2小时内到达地球。这些质子沿地球磁场线螺旋在磁极附近撞击地球大气层，提高D层和E层的电离。极冠吸收可以持续一小时至数日，平均持续24至36小时。

### 地磁风暴
地磁风暴是地球磁场暂时的、剧烈的骚扰。
- 地磁风暴时F2层非常不稳定，会分裂甚至完全消失。
- 在极地附近会有极光产生。

## 无线电应用
电离层被用来反射和传送高频无线电信号。反射后的信号回到地球表面，可以再次被反射到电离层。
电波可以使得电离层里的自由电子以同样的频率振荡。若此时自由电子被捕获的话，则电波中的部分能量会消失。
假如电离层内自由电子的碰撞频率小于电波频率，且自由电子密度够高，则电波能够有全反射的现象。
当电波频率高于电离层内的等离子频率时，会因电子运动不够快而使得电波得以穿透电离层。在电波频率小于临界频率时，电离层可以垂直反射無線电波：
{\displaystyle f_{o}=9\times 10^{-3}{\sqrt {N}}}
{\displaystyle N}是每立方厘米电子密度，{\displaystyle f_{o}}是频率（单位为MHz）。
最高可用频率（MUF, Maximum Usable Frequency）是在一定时间内，可以在两点之间传送信号的频率上限。
{\displaystyle f_{muf}={\frac {f_{o}}{\sin {(I)}}}}
{\displaystyle I}是波与水平线之间的角度。

## 其它应用
近年國立中央大學太空科學研究所劉正彥教授等人的研究顯示，規模五以上的地震在發生前至少超過七成震央上空的電離層都曾突然變稀薄；規模六以上強烈地震更高達九成都會在震前出現電離層異常擾動。故如當下判斷某區電離層突然變稀薄非由太陽黑子等外來活動引起時，則可能是由於地球板塊擠壓累積能量所致，故應可利用電離層異常擾動現象作為地震預測的重要參考，讓政府為可能將到來的大地震預作準備，不過這樣的論點仍有爭議。
有人建议使用电离层来从地球磁场里获取能量。目前有对这个建议的可行性的研究。

## 测量

### 电离层图
电离层图显示使用电离层探测仪测量的电离层层次的高度及其临界频率。电离层探测仪垂直向电离层发送一系列频率（一般从0.1至30MHz）。随频率增高，信号在被反射前可以穿透更高的层。最后频率高到不再被反射。

### 太阳流
太阳流是使用加拿大渥太華的一台射电望远镜测量的太阳辐射在2800MHz频率的强度。测量结果证明这个强度与太阳黑子活动相称。不过导致地球大气上层电离的主要是太阳的紫外线和X射线。目前靜止環境觀測衛星可以测量太阳的X射线流。这个数据与电离层的电离度更加相应。

### 研究项目
科学家使用不同手段研究电离层的结构，包括被动观测电离层产生的光学和无线电信号，研究不同的射电望远镜被反射的信号，以及被反射的信号与原信号之间的差别。
1993年开始的为期20年的高频主动式极光研究计划以及类似的项目研究使用高能无线电发射机来改变电离层的特性。这些研究集中于研究电离层等离子体的特性来更好地理解电离层，以及利用它来提高民用和军事的通讯和遥测系统。
超级双子极光雷达网研究高高度和中高度对8至20MHz频率的相干散射。相干散射与晶体的布拉格散射类似，是由电离层密度差异造成的相增衍射散射。这个项目包括全球11个不同国家的多部雷达。
科学家还测量卫星和其它恒星的无线电波经过电离层所产生的变化。位于波多黎各的阿雷西博天文台本来就是打算用来研究地球电离层的。

## 學術研究歷史及未來研究方向
1899年尼古拉·特斯拉试图使用电离层进行远距无线能量传送。他在地面和电离层所谓的肯涅利-赫维赛德层之间发送极低频率波。基于他的试验的基础上他进行了数学计算，他对这个区域的共振频率的计算与今天的试验结果相差不到15%。1950年代学者确认这个共振频率为6.8Hz。
1901年12月12日古列尔莫·马可尼首次接收跨大西洋的信号传送。马可尼使用了一个通过风筝竖起的400英尺长的天线。在英国的发送站使用的频率约为500kHz，其功率为到那时为止所有发送机的100倍。收到的信号为摩尔斯电码中的S（三点）。要跨越大西洋，这个信号必须两次被电离层反射。继续理论计算和今天的试验有人怀疑马可尼的结果，但是1902年马可尼无疑地达到了跨大西洋传播。
1902年奧利弗·赫维赛德提出了电离层中的肯涅利-赫维赛德层的理论。这个理论说明电波可以绕过地球的球面。这个理论加上普朗克的黑体辐射理论可能阻碍了射电天文学的发展。事实上一直到1932年人类才探测到来自天体的无线电波。1902年亚瑟·肯乃利（Arthur Kennelly）还发现了电离层的一些电波-电子特性。
1912年美国国会通过1912年广播法案，下令业余电台只能在1.5MHz以上工作。当时政府认为这以上的频率无用。致使1923年使用电离层传播高频无线电波的发现。
1947年爱德华·阿普尔顿因于1927年证实电离层的存在获得诺贝尔物理学奖。莫里斯·威尔克斯和约翰·拉克利夫研究了极长波长电波在电离层的传播。维塔利·金兹堡提出了电磁波在电离层这样的等离子体内的传播的理论。
1962年加拿大卫星Alouette 1升空，其目的是研究电离层。其成功驱使了1965年Alouette 2卫星的发射和1969年ISIS 1号和1971年ISIS 2号的发射。这些卫星全部是用来研究电离层的。